# Shin Megami Tensei: Devil Survivor
Shin Megami Tensei: Devil Survivor (女神異聞録デビルサバイバー?, Megami ibunroku debiru sabaibā, lett. Storia alternativa della dea devil survivor) è un videogioco di ruolo alla giapponese, sviluppato dalla Atlus per Nintendo DS. Uscì il 15 gennaio 2009 in Giappone e il 23 giugno 2009 in Nord America.
Nel 2011 uscì un remake del gioco per Nintendo 3DS, intitolato Shin Megami Tensei: Devil Survivor Overclocked (デビルサバイバー オーバークロック?, Debiru sabaibā ōbākurokku, lett. Devil survivor overclock) e sviluppato da Atlus. Venne pubblicato il 23 agosto 2011 in Nord America da Atlus USA, il 1º settembre 2011 in Giappone da Atlus e il 29 marzo 2013 in Europa da Ghostlight.
L'edizione giapponese della versione per Nintendo DS appartiene alla saga principale Megami ibunroku (女神異聞録?, Megami ibunroku) mentre il remake per Nintendo 3DS non appartiene a alcuna saga. Le versioni inglesi e quella europea, invece, appartengono alla saga principale Shin Megami Tensei (真・女神転生?, Shin megami tenshō, lett. la vera reincarnazione della dea).

## Modalità di gioco
Devil Survivor è un videogioco di ruolo alla giapponese tattico con un sistema di combattimento a turni.
Il videogioco ha sei finali possibili. Tuttavia, solo cinque di essi permettono di iniziare una nuova iterazione mantenendo le statistiche acquisite.

### Esplorazione
Attraverso una mappa, il giocatore può spostarsi per Tokyo e interagire con gli altri personaggi, iniziare combattimenti liberi o esplorare la città.
Il tempo nel gioco è regolato da un orologio interno che influenza gli eventi disponibili sulla mappa. Lo svolgimento di ogni azione, a eccezione del tempo speso a navigare nei menù, nelle aste e nelle battaglie libere, comporta lo scorrimento del tempo nel gioco.

### I combattimenti
Durante i combattimenti, oltre al protagonista, è possibile schierare e controllare anche altri personaggi, fino a un massimo di tre.
Ogni personaggio ha quattro statistiche variabili:
- St, abbreviazione di Strength ("forza"), che influenza la potenza degli attacchi fisici.
- Ma, abbreviazione di Magic ("magia"), che influenza i punti mana, la potenza degli attacchi magici e la resistenza a essi.
- Vi, abbreviazione di Vitality ("vitalità"), che influenza i punti ferita e la resistenza agli attacchi fisici e magici.
- Ag, abbreviazione di Agility ("agilità"), che influenza l'ordine del turno, la precisione degli attacchi, la probabilità di schivare un attacco e la probabilità di ottenere un turno extra.[5][8][9]

Il giocatore può controllare solo le statistiche del protagonista. Quelle degli altri personaggi e dei demoni aumentano casualmente a ogni aumento di livello. Queste statistiche influenzano inoltre le abilità utilizzabili in combattimento. È infatti possibile scegliere fino a un massimo di tre Command Skills, tre Passive Skils e una Auto Skill per personaggio.
Una quinta statistica, il raggio d’attacco, è prestabilita e non è modificabile durante il gioco (anche se può essere temporaneamente variata durante il combattimento grazie ad alcune abilità.) Non influenza le abilità utilizzabili ma determina la distanza minima necessaria per attaccare.
L'ordine di attacco è influenzato, oltre che dall'agilità, anche dal costo del turno di ogni azione svolta.
In combattimento, i personaggi possono essere affiancati da un massimo di due demoni, che possono essere reclutati attraverso un’asta o possono essere ottenuti tramite la fusione di altri demoni.
Se durante il combattimento viene inflitto un danno critico a un nemico, o viene colpita una sua debolezza, è possibile ottenere un turno extra, utilizzabile solo dopo che il nemico ha effettuato il suo turno. Anche i nemici possono ricevere turni extra in caso di danno critico. Non è possibile ottenere più di un turno extra a turno. Il danno critico permette inoltre di ricevere un bonus in Macca, la moneta usata nel gioco, una volta finita la battaglia. Questo bonus è influenzato anche da quanti danni il personaggio e i suoi demoni hanno subìto, da quanti turni sono stati necessari e da quanti nemici si sono sconfitti.
Se si sconfigge per primo il nemico centrale, viene inflitta una penalità che consiste nel ricevere metà punti esperienza e metà Macca.

### Skill Cracking
Le abilità possono essere acquisite grazie allo Skill Cracking. All’inizio di ogni battaglia, se disponibile, è possibile scegliere per ogni personaggio un’abilità da copiare da un nemico. In caso di vittoria l’abilità viene copiata.
A differenza degli altri giochi della saga di Megami Tensei la Magnetite non è necessaria per evocare i demoni, ma, se ne viene guadagnata a sufficienza in battaglia, è possibile usarla per copiare un’abilità appena acquisita tramite lo Skill Cracking su un demone.

### Asta dei demoni
L’asta dei demoni è un nuovo meccanismo introdotto per la saga di Devil Survivor. Infatti, a differenza degli altri giochi della saga di Megami Tensei, non è possibile reclutare i demoni sconfiggendoli in combattimento o parlandoci. Il giocatore può scegliere se comprare direttamente il demone a un prezzo maggiorato o se partecipare a un’asta di cinque secondi contro altri tre partecipanti.
Ci sono quattro livelli di aste disponibili: Basic, Gold, Platinum e Occult. Il livello Basic è disponibile sin dall’inizio, mentre i livelli successivi sono sbloccabili tramite la partecipazione alle aste e al pagamento di Macca. I demoni presenti nelle aste hanno una valutazione che va da una a cinque stelle. Maggiore è il numero di stelle, migliori saranno le statistiche e le abilità possedute.
È possibile che accadano degli incidenti durante l’asta. Il demone può chiedere il doppio dei Macca offerti inizialmente, può aver mentito sulle proprie statistiche, o può farsi sostituire da un altro demone al momento del pagamento. In questi casi il giocatore può rinunciare all’asta senza alcuna penalità. Inoltre, un demone può decidere di unirsi al gruppo del giocatore gratuitamente o può far pagare una cifra minore di quella inizialmente richiesta.

## Trama e personaggi
Il gioco è ambientato a Tokyo e si svolge nell’arco di otto giorni. I militari delle Jieitai hanno innalzato delle barriere lungo il percorso della linea Yamanote per impedire ai cittadini di uscire dalla zona, ufficialmente a causa di una fuga di gas tossico. Il protagonista, insieme a Yuzu e Atsuro, si ritrova quindi bloccato in città.
Quando i tre vengono attaccati da un gruppo di demoni scoprono che i COMP, dei piccoli sistemi di gioco simili nella forma a un Nintendo DS, regalati loro da Naoya, sono in grado di evocare demoni e di ricevere mail che annunciano gli avvenimenti futuri.
Venuti a conoscenza del fatto che tutte le persone rimaste intrappolate dentro le barricate verranno uccise entro una settimana, i tre decidono di cercare un modo per scappare.

### Personaggi giocabili
Protagonista
Doppiato da: Miyu Irino / Max Mittleman (Overclocked), Takahiro Mizushima (Drama CD)
Chiamato Kazuya Minegishi nel manga; nel gioco, il nome è a scelta del giocatore.
È cugino di Naoya e amico di Yuzu e Atsuro. È in grado di vedere quanti giorni restano da vivere a una persona.
Yuzu Tanikawa (谷川 柚子)
Doppiata da: Ayako Kawasumi / Melissa Fahn (Overclocked), Minori Chihara (Drama CD)
Soprannominata "Yoohoo" da Atsuro, è grande fan di Haru.
Atsuro Kihara (木原 篤郎)
Doppiato da: Atsushi Abe / Spike Spencer
Esperto di tecnologia.
Ha conosciuto tramite le chat online sia Naoya, del quale è poi diventato allievo, sia 10BIT. Inoltre, è stato compagno di classe di Keisuke alle medie e allievo di Mari.
Amane Kuzuryu (九頭竜 天音)
Doppiata da: Mamiko Noto / Laura Bailey (Overclocked), Yui Kano (Drama CD)
La figlia del capo degli Shomonkai.
Viene posseduta sia dal demone Jezebel che dall’angelo Remiel.
Eiji Kamiya (神谷 詠司)
Doppiato da: Katsuyuki Konishi / Josh Gilman
Conosciuto come Gin, Eiji è il guardiano di Haru e l'ex-fidanzato di Aya.
Yoshino Harusawa (春沢 芳野)
Doppiato da: Junko Minagawa / Amanda Winn Lee
Conosciuta come Haru, è la cantante della band D-Va.
Tadashi Nikaido (二階堂 征志)
Doppiato da: Yasuhiro Mamiya / Travis Willingham (Overclocked), Kentarō Itō (Drama CD)
Capo della gang "Shibuya Daemons".
Suo fratello è stato ucciso dal demone Kudlak.
Naoya (直哉)
Doppiato da: Kishō Taniyama / Kyle Hebert (Overclocked), Hiroshi Kamiya (Drama CD)
Cugino del protagonista, ha programmato lui i COMP modificati necessari per evocare i demoni.
Midori Komaki (小牧 翠)
Doppiata da: Mariya Ise / Erin Fitzgerald (Overclocked), Kana Asumi (Drama CD)
Conosciuta su internet come Dolly, è una cosplayer.
Mari Mochizuki (望月 麻里)
Doppiata da: Shiho Kawaragi / Kimberly Brooks
Ex-fidanzata del fratello di Kaido ed ex-insegnante privata di Atsuro.
Appare come comparsa in uno dei finali di Shin Megami Tensei: Devil Survivor 2.
Misaki Izuna (飯綱 ミサキ)
Doppiata da: Takako Honda / Karen Strassmann
Membro delle Jieitai stazionata davanti alla galleria di Akasaka.
Keisuke Takagi (高城 圭介)
Doppiato da:Yūki Kaji / Ari Rubin (Overclocked), Makoto Naruse (Drama CD)
Ex-compagno di classe delle medie di Atsuro.
Compare in Devil Survivor 2: The Animation.

### Personaggi non giocabili
Yasuyuki Honda (本多 保行)
Doppiato da: Kenjirō Tsuda / Kirk Thornton
È il padre di un bambino bisognoso di cure. Vuole scappare per essere accanto al figlio il giorno dell'operazione.
Comandante Fushimi (伏見)
Doppiato da: Atsushi Ono / Patrick Seitz
Il superiore di Misaki Izuna.
Shoji (東海林)
Doppiata da: Akeno Watanabe / Dorothy Elias-Fahn
Giornalista.
Viene menzionata in Shin Megami Tensei: Devil Survivor 2.
Il fondatore degli Shomonkai (九頭竜)
Doppiato da: Yukihiro Misono / Jamieson Price
Padre di Amane, ha fondato gli Shomonkai, un gruppo di devoti del demone Belberith.
Gigolo (遊び人風の男)
Doppiato da: Yūji Ueda / Vic Mignogna
È il nome scelto dal demone Loki per il suo travestimento da umano.
Aya (アヤ)
Ex-cantante della band D-Va e ex-fidanzata di Gin.

## Shin Megami Tensei: Devil Survivor Overclocked
Shin Megami Tensei: Devil Survivor Overclocked fu il primo titolo della saga Megami Tensei a essere pubblicato prima in America del Nord e poi in Giappone.
Overclocked introdusse alcune novità rispetto all'originale quali il doppiaggio e quattro nuovi scenari, chiamati The 8th day ("L'ottavo giorno") che si svolgono dopo alcuni finali: uno dopo il finale intitolato Desperate Escape, uno dopo il finale intitolato Kingdom of Saints e due dopo il finale intitolato King of Demons. Tuttavia, in quest'ultimo caso, non è possibile giocare entrambi gli scenari.
Venne aggiunto anche il compendio dei demoni, che permette al giocatore di ri-evocare il demone pagando una somma in Macca. Nel compendio può esistere una sola copia di ogni demone: per salvare una nuova versione di un demone, è necessario sovrascrivere la precedente.
Un'altra novità introdotta da Overclocked fu il sistema a punti, che permette al giocatore di guadagnare un titolo e dei punti ogni qualvolta venga completato il gioco. Questi punti possono essere usati per comprare dei bonus da utilizzare nell’iterazione successiva del gioco.
Inoltre, a differenza della versione per Nintendo DS, in Overclocked è possibile scegliere, all'inizio del gioco, tra due livelli di difficoltà: facile e normale. La scelta della difficoltà non influenza in alcun modo la storia.
Vennero aggiunti anche 21 nuovi demoni e 20 nuove abilità.
Lista dei demoni aggiunti in Shin Megami Tensei: Devil Survivor Overclocked
| Demone      | Specie |
| ----------- | ------ |
| Black Maria | Megami |
| Ishtar      | Megami |
| Susano-o    | Deity  |
| Baphomet    | Vile   |
| Yurlungur   | Snake  |
| Fafnir      | Dragon |
| Sraosha     | Divine |
| Huoniao     | Avian  |
| Mithra      | Fallen |
| Cabracan    | Beast  |
| Catoblepas  | Wilder |
| Tschaggatta | Genma  |
| Troll       | Fairy  |
| Spriggan    | Fairy  |
| Lucifuge    | Tyrant |
| Okuninushi  | Kishin |
| Ongyo-Ki    | Touki  |
| Tokebi      | Touki  |
| Macabre     | Jaki   |
| Jahi        | Femme  |

Lista delle abilità aggiunte in Shin Megami Tensei: Devil Survivor Overclocked
| Command Skills | Passive Skills | Auto Skills  |
| -------------- | -------------- | ------------ |
| Recarmloss     | Critical Heal  | Debilitate   |
| Dreamfest      | Extra Charge   | Shield All+  |
| Cursed Dance   | Extra Savings  | Strengthen   |
| Final Strike   | Grimoire       | Pierce+      |
| Piercing Hit   | Crisis Might   | Dual Shadow+ |
| Holy Strike    | Vigilant       | Healt Save   |
| Mow Down       |                |              |
| Multi Strike   |                |              |

La versione europea di Overclocked, inizialmente, aveva alcuni bug che impedivano il completamento del gioco. Se si partecipava a un’asta e il demone selezionato mentiva sulle sue statistiche, oppure si evocava un demone in battaglia, il gioco si bloccava e il giocatore era costretto a spegnere il sistema. Questi bug sono stati risolti con l’aggiornamento 1.1 del gioco, distribuito gratuitamente sul Nintendo eShop.

## Derivati
Il 21 gennaio 2009 venne pubblicato da Lantis un CD contenente la musica usata nel gioco, intitolato Megami ibunroku Devil Survivor Original Remix Sound Track (女神異聞録デビルサバイバー オリジナルリミックスサウンドトラック?, Megami ibunroku debiru sabaibā orijinaru rimikkusu saundotorakku) Il 6 aprile 2011 venne pubblicata da Atlus una seconda edizione della colonna sonora, intitolata ATLUS MUSIC Megami ibunroku Devil Survivor Original Soundtrack (ATLUS MUSIC 女神異聞録デビルサバイバー オリジナルサウンドトラック?, ATLUS MUSIC megami ibunroku debiru sabaibā orijinaru saundotorakku) contenente 5 tracce in più.
L'artbook del gioco, intitolato Devil Survivor: Official Material Collection (女神異聞録デビルサバイバー 公式マテリアルコレクション?, Megami ibunroku debiru sabaibā kōshiki materiaru korekushon) fu pubblicato in Giappone il 23 luglio 2009 da Enterbrain mentre l'edizione inglese fu pubblicata da Udon Entertainment nel luglio 2013.
Il 15 agosto 2009 venne pubblicato da Harvest Shuppan il primo volume del romanzo basato sul videogioco, intitolato Megami ibunroku Devil Survivor Anthology Novel Vol.1 (女神異聞録デビルサバイバー アンソロジーノベル Vol.1?, Megami ibunroku debiru sabaibā ansorojī noberu Vol.1), scritto da Kaihō Norimitsu, Narumi Takahira e Osamu Murata. Il secondo volume, intitolato Megami Ibunroku Devil Survivor Anthology Novel Vol. 2 (女神異聞録デビルサバイバー アンソロジーノベル Vol.2?, Megami ibunroku debiru sabaibā ansorojī noberu Vol.2), scritto da Kaihō Norimitsu, Nanato e Osamu Murata, venne pubblicato il 15 settembre 2009. Entrambi i volumi sono stati illustrati da Ishiki, nino, yato e Yukata Matsuzaki.
Il 26 agosto 2009 uscì un Drama CD, intitolato Drama CD Megami ibunroku Devil Survivor (ドラマCD 女神異聞録デビルサバイバー?, Dorama CD Megami Ibunroku debiru sabaibā), che narra gli avvenimenti del gioco. Tuttavia, il finale narrato nel Drama CD non è presente nel videogioco.
Il CD contenente la musica di Overclocked, intitolato DEVIL SURVIVOR OVER CLOCK Original Soundtrack (デビルサバイバー オーバークロック オリジナル・サウンドトラック?, Debiru sabaibā ōbākurokku orijinaru saundotorakku) venne pubblicato da 5pb. il 25 novembre 2011.
Il 28 luglio 2011 uscì in Giappone il secondo gioco della saga di Devil Survivor, Shin Megami Tensei: Devil Survivor 2, per Nintendo DS.

### Manga
Dal 26 maggio 2012, sul numero di luglio, al 26 febbraio 2016, sul numero di aprile, sulla rivista Monthly Shōnen Sirius, pubblicata da Kōdansha, venne serializzato il manga, intitolato Devil Survivor (デビルサバイバー?, Debiru sabaibā), disegnato da Satoru Matsuba.
A partire dall'aprile 2013 il manga venne raccolto in Tankōbon, pubblicati sempre da Kōdansha. Nel 2015 Kōdansha Comics pubblicò l'edizione inglese.
| Nº | Titolo italiano Giapponese 「Kanji」 - Rōmaji                | Data di prima pubblicazione             | Data di prima pubblicazione |
| Nº | Titolo italiano Giapponese 「Kanji」 - Rōmaji                | Giapponese                              |                             |
| 1  | Devil Survivor 1 「デビルサバイバー (1)」 - Devil Survivor 1 | 9 aprile 2013 ISBN 978-4-06-376398-0    |                             |
| 2  | Devil Survivor 2 「デビルサバイバー (2)」 - Devil Survivor 2 | 7 giugno 2013 ISBN 978-4-06-376408-6    |                             |
| 3  | Devil Survivor 3 「デビルサバイバー (3)」 - Devil Survivor 3 | 8 novembre 2013 ISBN 978-4-06-376431-4  |                             |
| 4  | Devil Survivor 4 「デビルサバイバー (4)」 - Devil Survivor 4 | 9 luglio 2014 ISBN 978-4-06-376478-9    |                             |
| 5  | Devil Survivor 5 「デビルサバイバー (5)」 - Devil Survivor 5 | 9 gennaio 2015 ISBN 978-4-06-376518-2   |                             |
| 6  | Devil Survivor 6 「デビルサバイバー (6)」 - Devil Survivor 6 | 9 settembre 2015 ISBN 978-4-06-376570-0 |                             |
| 7  | Devil Survivor 7 「デビルサバイバー (7)」 - Devil Survivor 7 | 8 aprile 2016 ISBN 978-4-06-390620-2    |                             |
| 8  | Devil Survivor 8 「デビルサバイバー (8)」 - Devil Survivor 8 | 8 aprile 2016 ISBN 978-4-06-390621-9    |                             |